# Colonia Guadalupana
Colonia Guadalupana är en ort i Mexiko.   Den ligger i kommunen Tonalá och delstaten Jalisco, i den centrala delen av landet, 400 km väster om huvudstaden Mexico City. Colonia Guadalupana ligger 1 542 meter över havet och antalet invånare är 1 214.
Terrängen runt Colonia Guadalupana är platt åt sydväst, men åt nordost är den kuperad. Runt Colonia Guadalupana är det ganska tätbefolkat, med 239 invånare per kvadratkilometer. Närmaste större samhälle är Tlaquepaque, 11,3 km nordväst om Colonia Guadalupana. I omgivningarna runt Colonia Guadalupana växer huvudsakligen savannskog.